# Lisbeht Tammeleht
Lisbeht Tammeleht, född 17 juli 1953 i Södertälje, är en svensk skådespelare.
Tammeleht studerade vid Statens scenskola i Stockholm. 

## Filmografi (urval)
- 1970 – En kärlekshistoria
- 1999 – Jakten på en mördare (TV-serie)
- 2000 – Skärgårdsdoktorn (TV-serie)
- 2001 – Beck – Hämndens pris (TV-serie)
- 2001 – Återkomsten (TV-serie)

## Teater

### Roller (ej komplett)
| År   | Roll    | Produktion                      | Regi                 | Teater          |
| ---- | ------- | ------------------------------- | -------------------- | --------------- |
| 1976 | Checca  | Gruffet i Chiozza Carlo Goldoni | Rudolf Penka         | Katarinateatern |
| 1991 | Kristin | Fröken Julie August Strindberg  | Eva Stenman Rotstein | Riksteatern     |